# Зароновский сельсовет
Зароновский сельсовет  — административная единица на территории Витебского района Витебской области Республики Беларусь. Административный центр — агрогородок Зароново.

## Состав
Зароновский сельсовет включает 26 населённых пунктов:
- Белянки — деревня
- Блины — деревня
- Борщёвка — деревня
- Ворошилы — деревня
- Грушевская — деревня
- Дейки — деревня
- Жигалово — деревня
- Зароново — агрогородок
- Иваново — деревня
- Ковальки — деревня
- Козлы — деревня
- Кокоры — деревня
- Мазаново — деревня
- Машкино — деревня
- Мирная — деревня
- Михали — деревня
- Пестуница — деревня
- Полойники — деревня
- Прокуды — деревня
- Симоновщина — деревня
- Степанково — деревня
- Столбница — деревня
- Субочи — деревня
- Суйково — деревня
- Топорино — деревня
- Чопино — деревня